# ایبرکسافونگرپ
ایبرکسافونگرپ (انگلیسی: Ibrexafungerp) که با نام تجاری Brexafemme فروخته می‌شود، یک داروی ضد قارچی است که برای درمان کاندیدیازیس ولوواژینال (VVC) (عفونت مخمری واژن) استفاده می‌شود. این دارو از طریق دهان مصرف می‌شود. برآورد می‌شود که ۷۵ درصد از زنان حداقل یک اپیزود و ۴۰ تا ۴۵ درصد دو یا بیشتر در طول زندگی خود خواهند داشت.
این دارو یک ضد قارچ تری ترپنوئیدی است. از طریق مهار گلوکان سنتاز عمل می‌کند که از تشکیل دیواره سلولی قارچی جلوگیری می‌کند.
ایبرکسافونگرپ در ژوئن ۲۰۲۱ میلادی برای استفاده پزشکی در ایالات متحده آمریکا تأیید شد. این دارو نخستین داروی تأیید شده در کلاس جدید ضد قارچ است.

## کاربرد پزشکی
این دارو برای درمان زنان بزرگسال و پس از قاعدگی کودکان مبتلا به کاندیدیازیس ولوواژینال (VVC) نشان داده شده‌است.

## فارماکولوژی

### فارماکودینامیک
این دارو یک عامل ضد قارچ تری ترپنوئید است. این دارو از طریق مهار آنزیم گلوکان سنتاز، که در تشکیل ۱٬۳-β-D-گلوکان - یک جزء ضروری از دیواره سلولی قارچ - نقش دارد، عمل می‌کند. این ترکیب دارای فعالیت قارچ کشی وابسته به غلظت علیه گونه‌های کاندیدا است.

### فارماکوکینتیک
این دارو دارای زمان رسیدن به بیشینه غلظت ۴ تا ۶ ساعت است. با هیدروکسیلاسیون از طریق CYP3A4 و متعاقباً با گلوکورونیداسیون و سولفاته شدن متابولیزه می‌شود. نیمه عمر دارو تقریباً ۲۰ ساعت است.

## جهت مطالعه
- Azie N, Angulo D, Dehn B, Sobel JD (September 2020). "Oral Ibrexafungerp: an investigational agent for the treatment of vulvovaginal candidiasis". Expert Opin Investig Drugs. 29 (9): 893–900. doi:10.1080/13543784.2020.1791820. PMID 32746636.
- Davis MR, Donnelley MA, Thompson GR (July 2020). "Ibrexafungerp: A novel oral glucan synthase inhibitor". Med Mycol. 58 (5): 579–592. doi:10.1093/mmy/myz083. PMID 31342066.
- Petraitis V, Petraitiene R, Katragkou A, Maung BB, Naing E, Kavaliauskas P,  et al. (May 2020). "Combination Therapy with Ibrexafungerp (Formerly SCY-078), a First-in-Class Triterpenoid Inhibitor of (1→3)-β-d-Glucan Synthesis, and Isavuconazole for Treatment of Experimental Invasive Pulmonary Aspergillosis". Antimicrob Agents Chemother. 64 (6). doi:10.1128/AAC.02429-19. PMC 7269506. PMID 32179521.